# Jack Dykinga

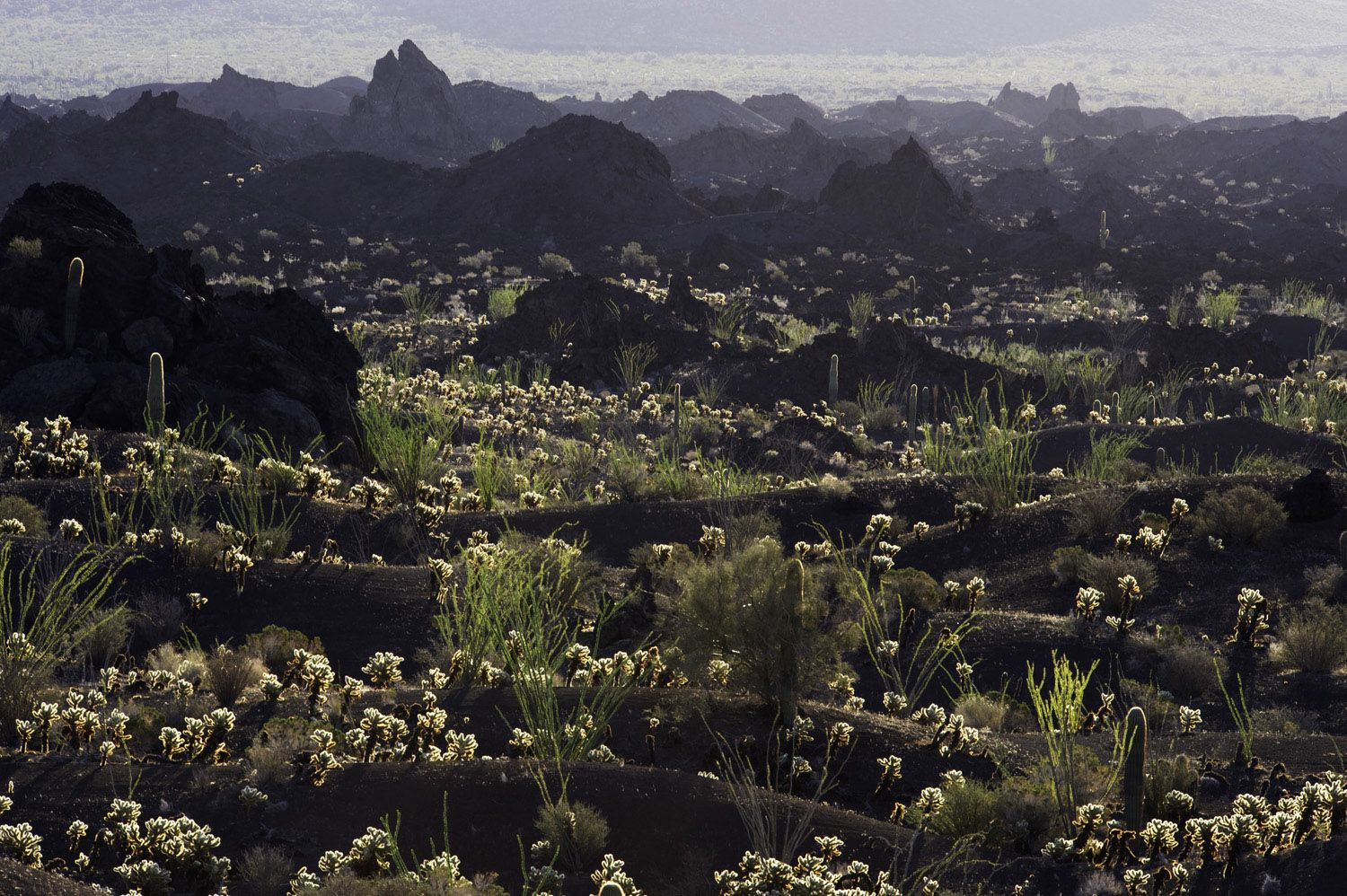
Jack Dykinga: Kaktusy cylindropuntia bigelovii, Tecolote Camp, rezervace Pinacate y Gran Desierto de Altar, Mexiko, 2009

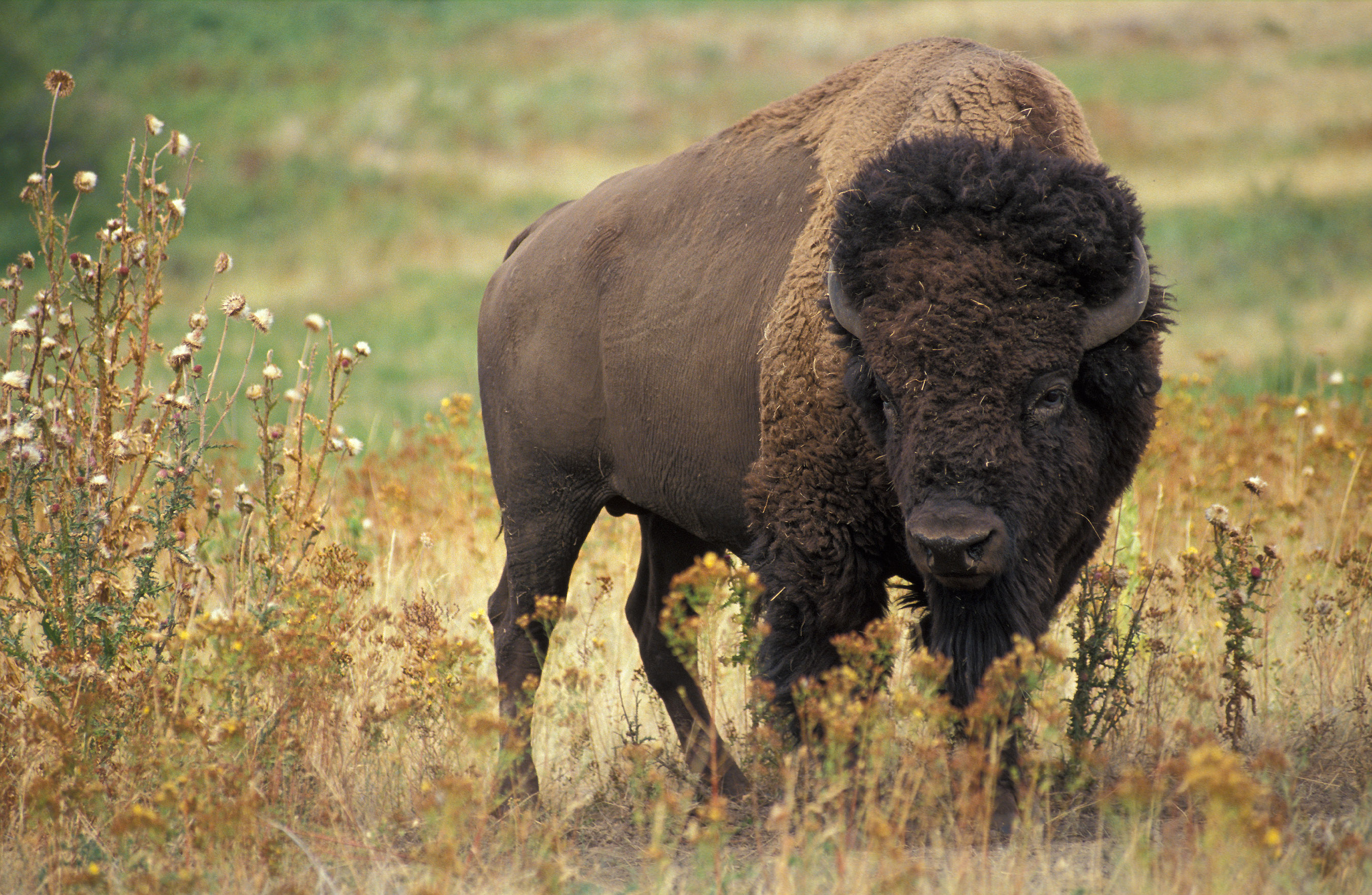
Jack Dykinga: Bizon americký

Jack William Dykinga (* 2. ledna 1943 Chicago) je americký fotograf. V roce 1971 získal ocenění Pulitzer Prize for Feature Photography.

## Život a dílo
Pracoval pro magazíny jako Chicago Tribune nebo Chicago Sun Times. Časem se přestěhoval do Arizony, kde pracoval pro Arizona Daily Star a učil na University of Arizona a Pima Community College.
Jeho snímky se objevují v Arizona Highways nebo National Geographic.
He shows at the G2 Gallery.
Je členem správní rady projektu Sonoran Desert National Park Project.
V roce 2010 byl fotografem na Sedona Photofest.
Oženil se s Margaretou Malleyovou v roce 1965; společně žijí v Tucson, Arizona.
Jack Dykinga je také zakládajícím členem spolku International League of Conservation Photographers

## Dílo
- Frog Mountain Blues, University of Arizona Press, 1987, ISBN 978-0-8165-0929-4
- The Sonoran Desert H.N. Abrams, 1992, ISBN 978-0-8109-3824-3
- The Secret Forest, University of New Mexico Press, 1993, ISBN 978-0-8263-1403-1
- Stone Canyons of the Colorado Plateau Abrams, 1996, ISBN 978-0-8109-4468-8
- The Sierra Pinacate University of Arizona Press, 1998, ISBN 978-0-8165-1777-0
- Desert: The Mojave and Death Valley, Harry N. Abrams, 1999, ISBN 978-0-8109-3238-8
- Large format nature photography Amphoto Books, 2001, ISBN 978-0-8174-4157-9
- Jack Dykinga's Arizona, Westcliffe Publishers, 2004, ISBN 978-1-56579-499-3

## Galerie

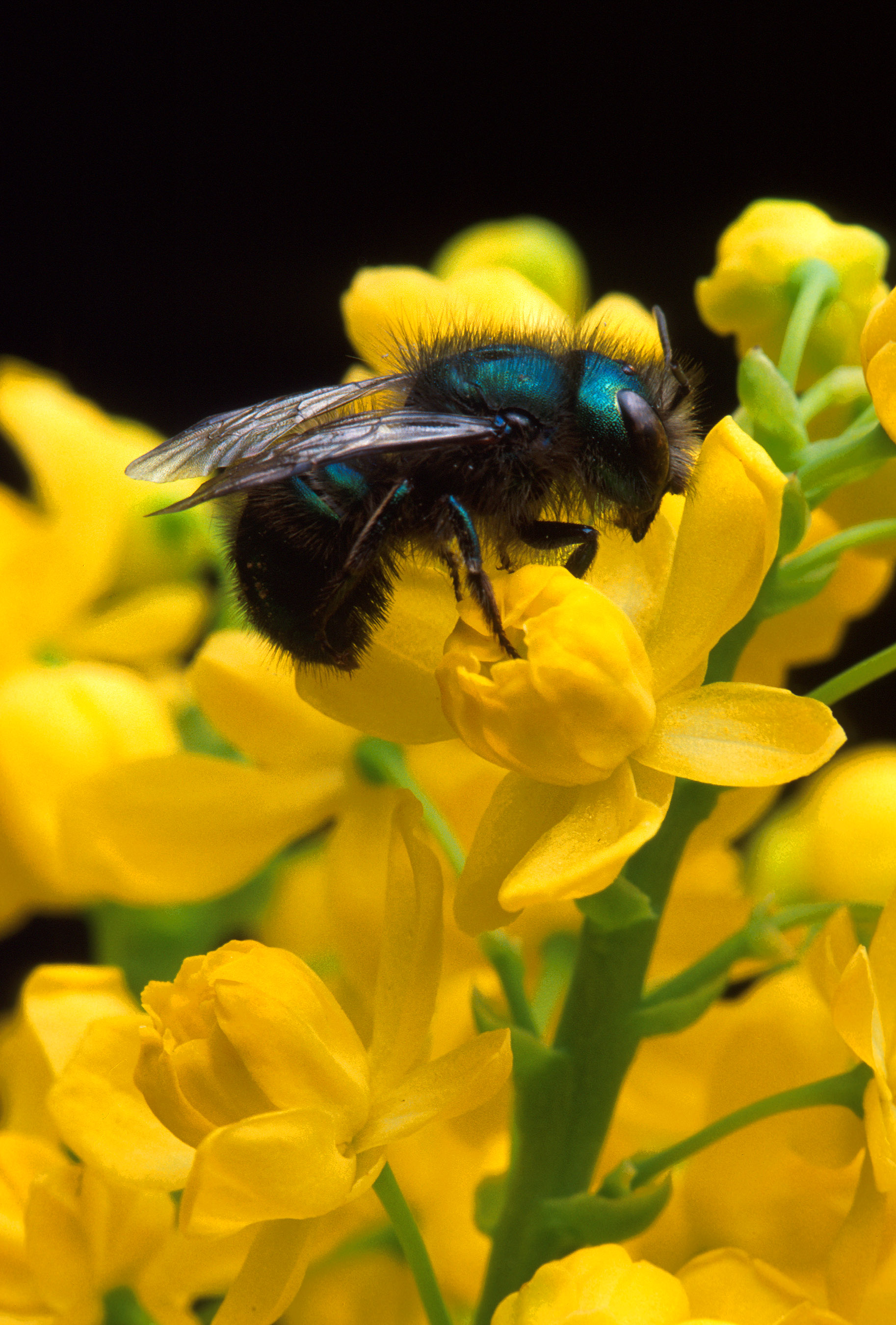
Osmia ribifloris
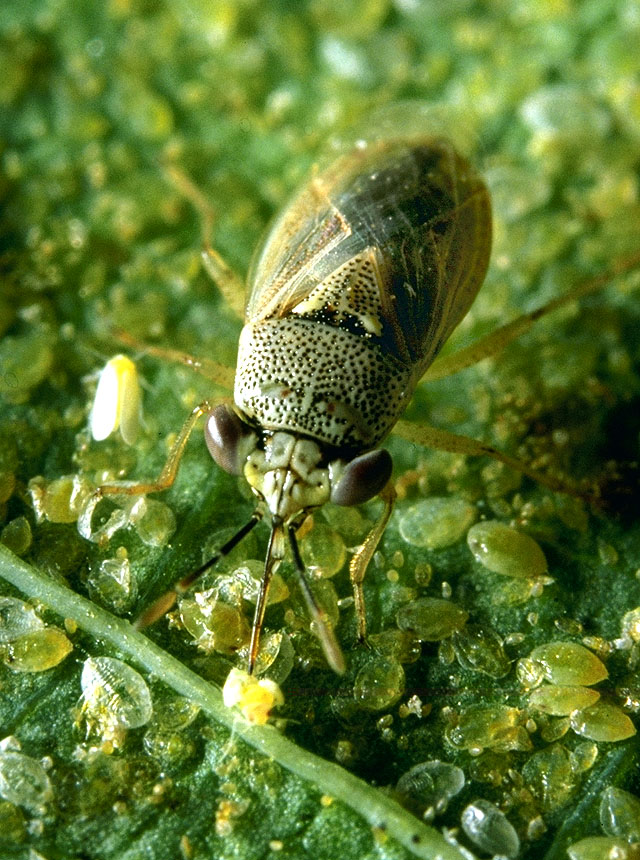
Geocoris punctipes
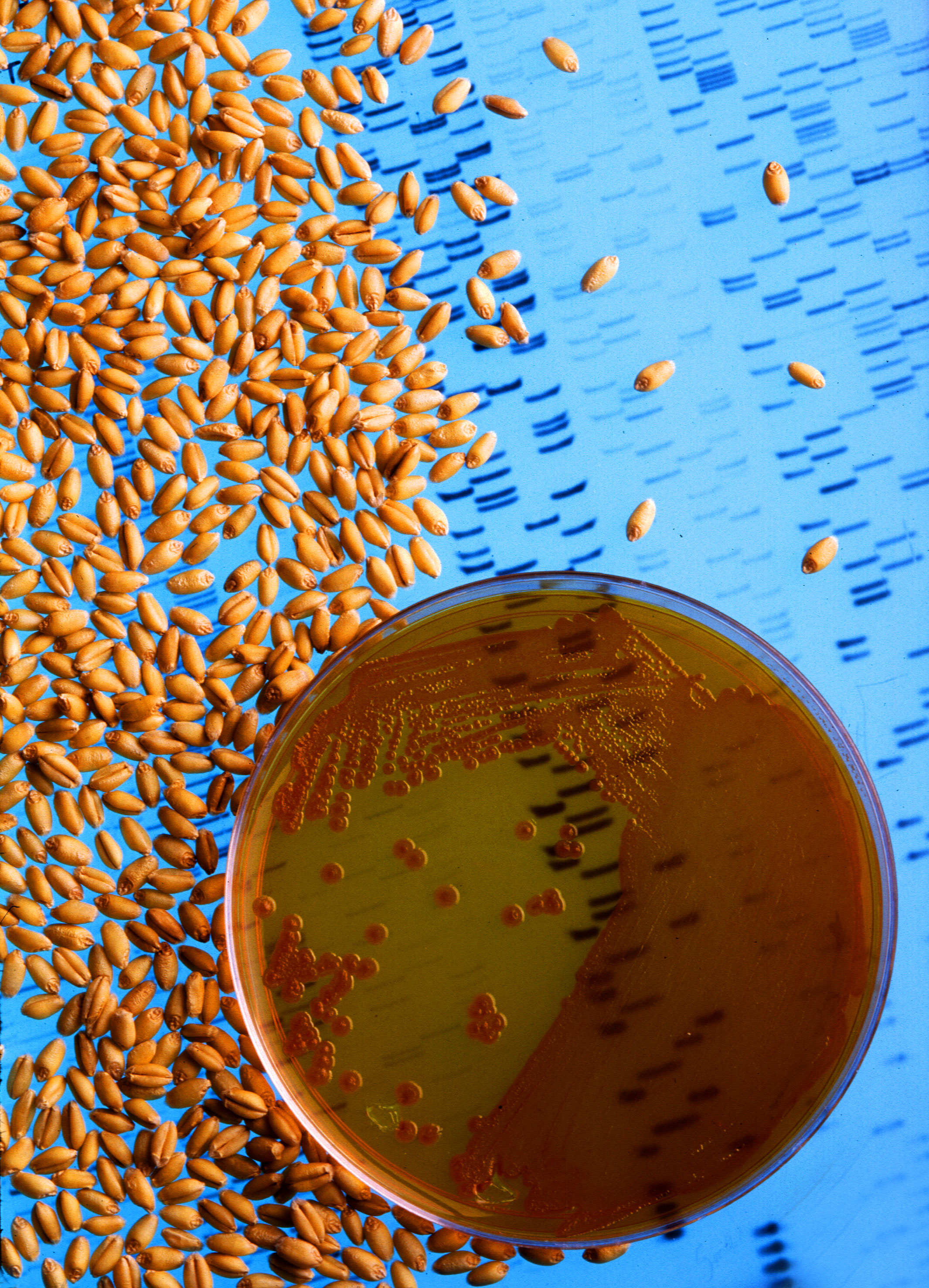
Genetické inženýrství
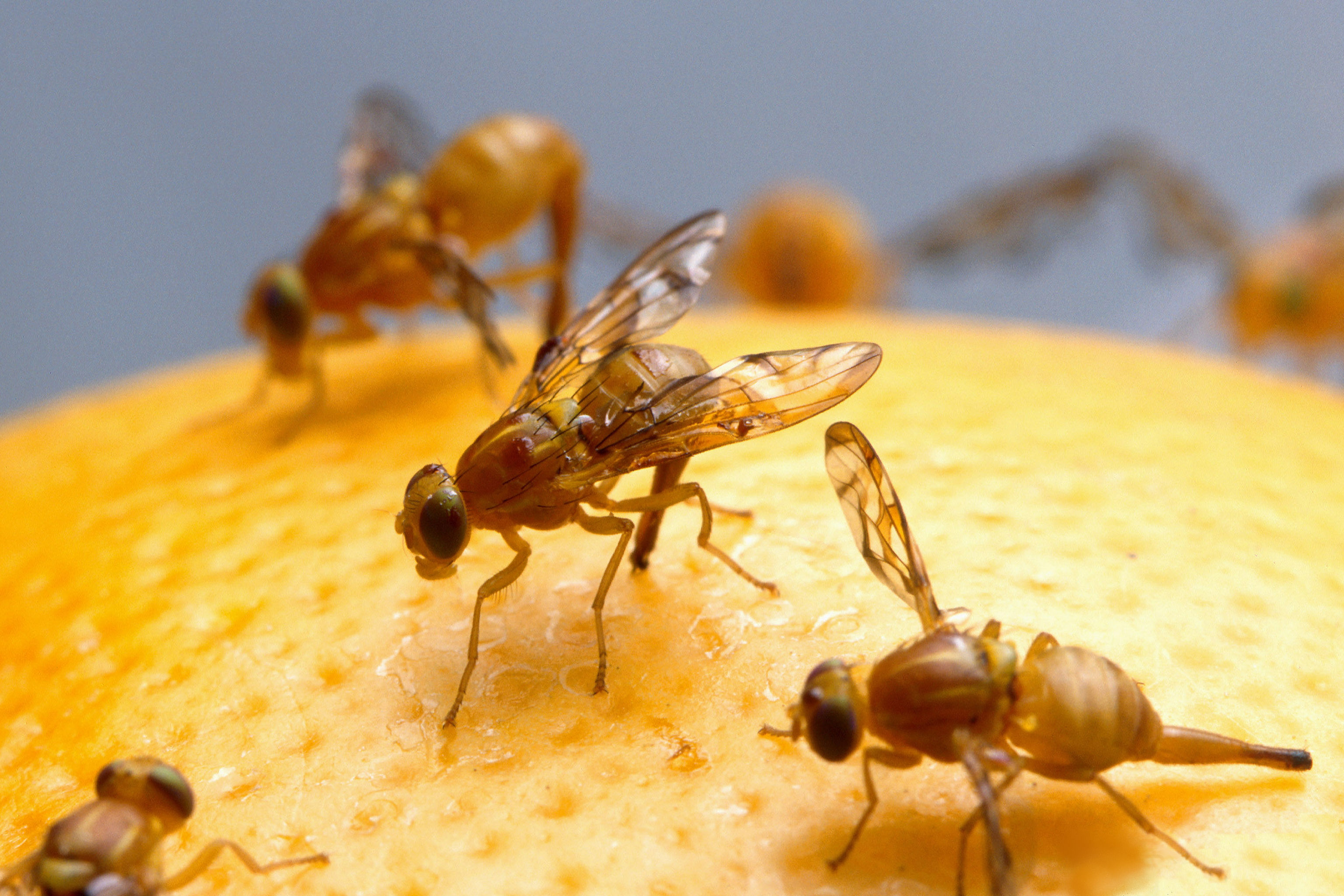
Anastrepha ludens
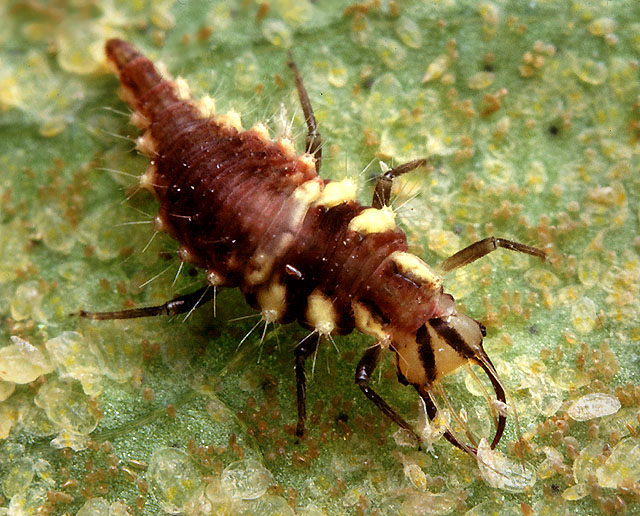
Larva chrysopidae
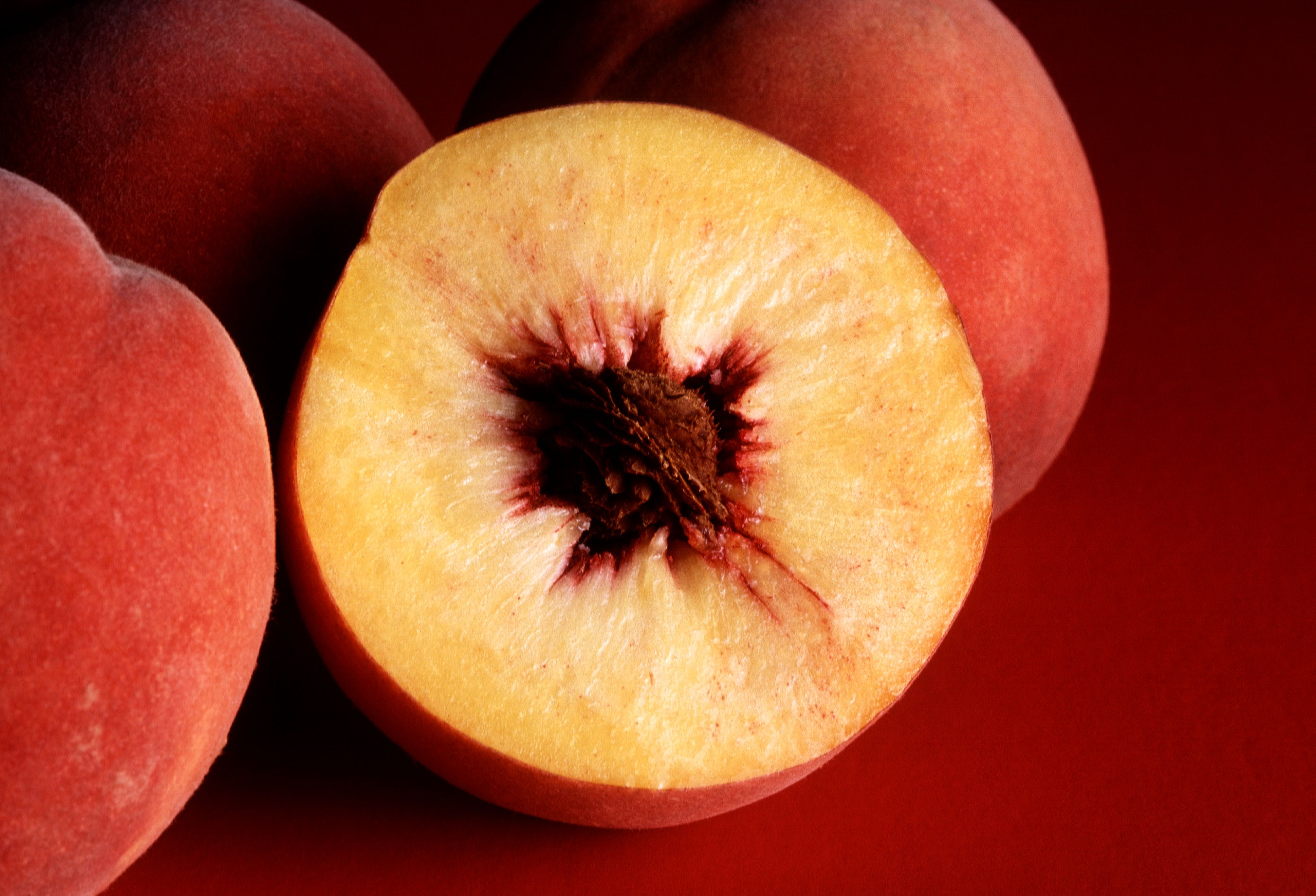
Broskve
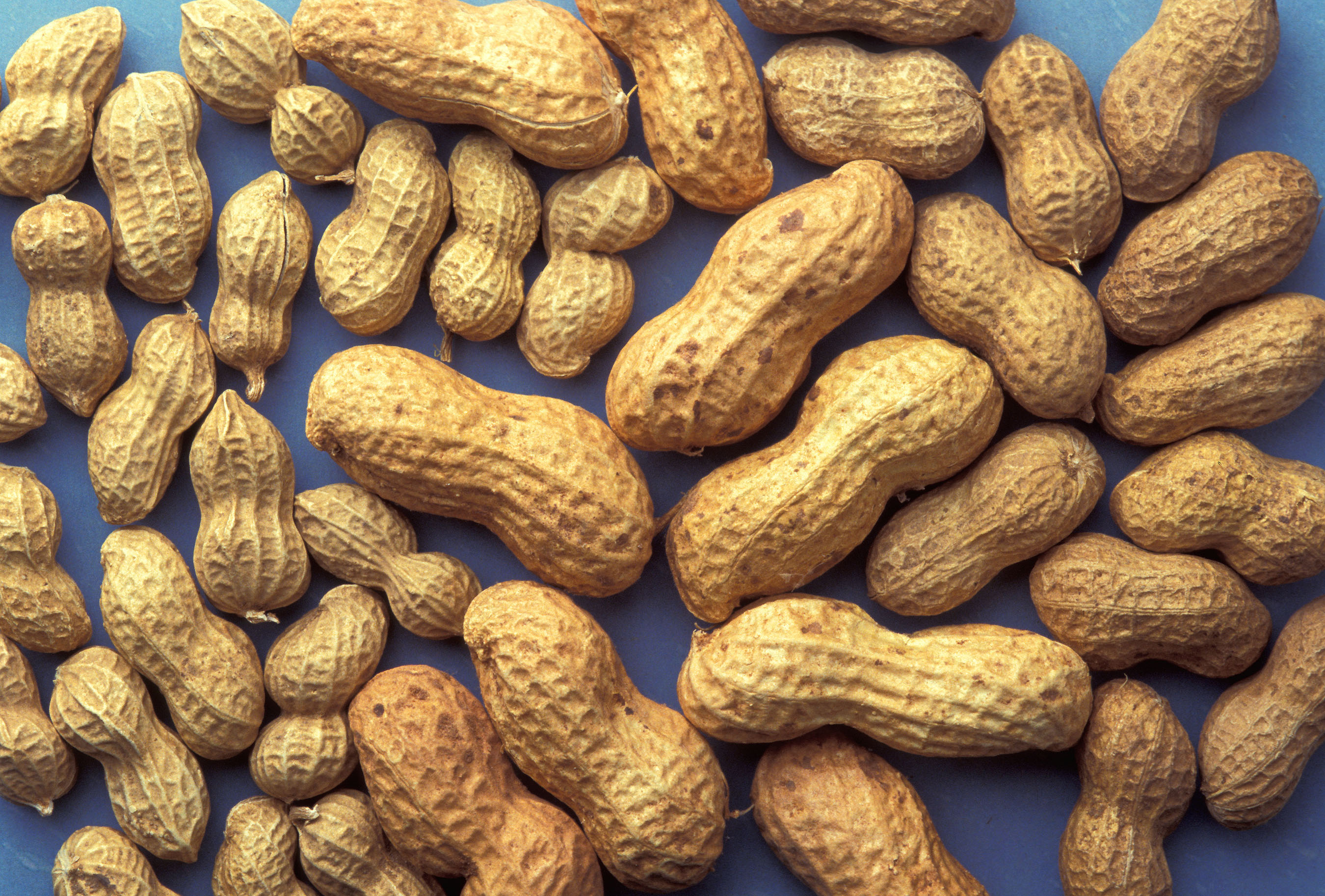
Oříšky
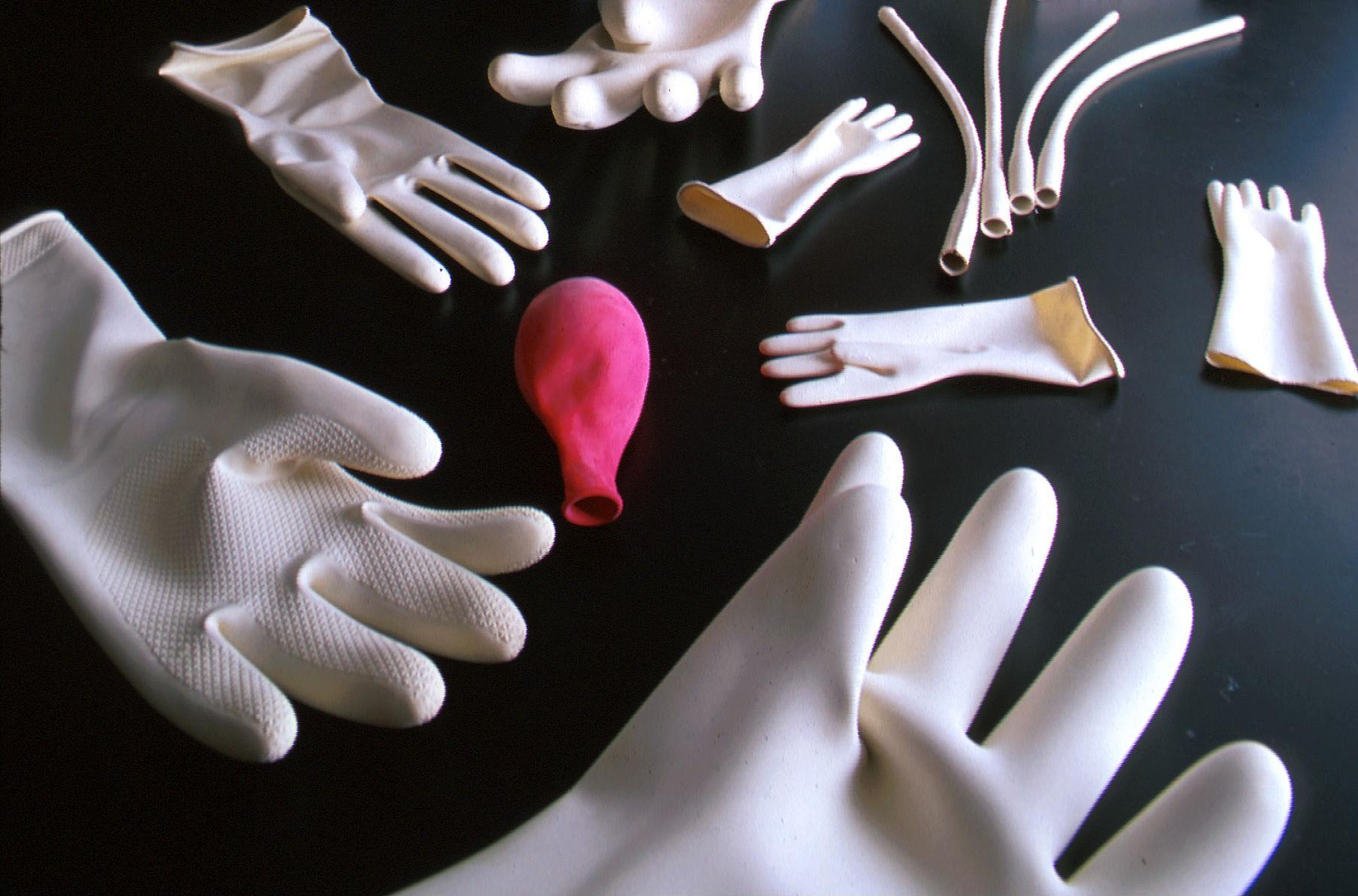
Výrobky Guayule
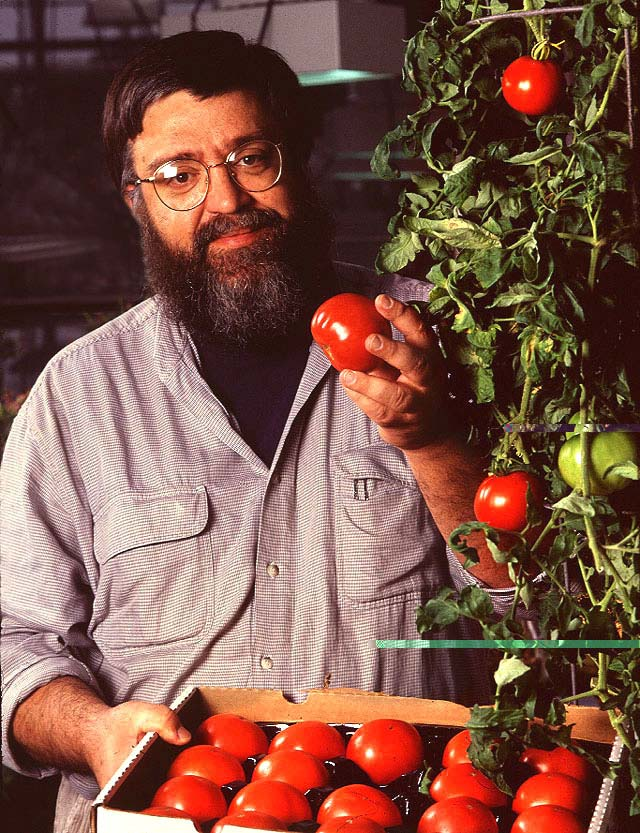
Rajčata
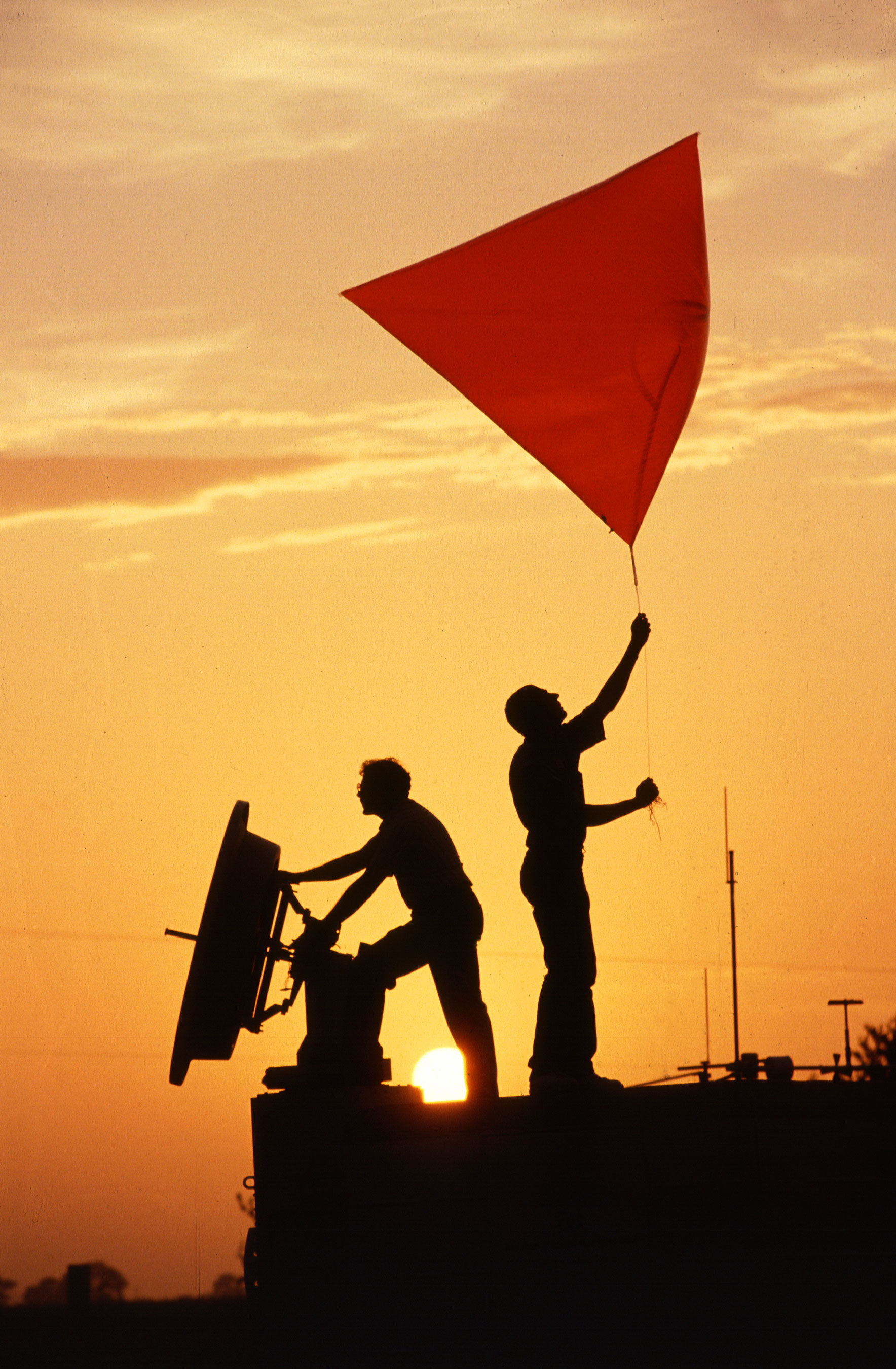
USDA radar